# Alex Laferriere
Alex Laferriere, född 28 oktober 2001, är en amerikansk professionell ishockeyforward som spelar för Los Angeles Kings i National Hockey League (NHL).
Han har tidigare spelat för Ontario Reign i American Hockey League (AHL); Harvard Crimson i National Collegiate Athletic Association (NCAA) samt Des Moines Buccaneers i United States Hockey League (USHL).
Laferriere draftades av Los Angeles Kings i tredje rundan i 2020 års draft som 83:e spelare totalt.

## Statistik
| 2014–2015   | New Jersey Colonials U13   | AYHL        | 37  | 28 | 31 | 59 | 18  | — | — | — | — | — |
| 2015–2016   | New Jersey Colonials U14   | AYHL        | 16  | 2  | 11 | 13 | 6   | 5 | 2 | 5 | 7 | 0 |
| 2016–2017   | Chatham Cougars            |             | —   | 8  | 7  | 15 | —   | — | — | — | — | — |
|             | North Jersey Avalanche U15 | AYHL        | 28  | 23 | 17 | 40 | 8   | 2 | 1 | 1 | 2 | 0 |
|             | North Jersey Avalanche U15 | T1EHL       | 16  | 10 | 8  | 18 | 6   | 5 | 2 | 3 | 5 | 0 |
| 2017–2018   | Chatham Cougars            |             | —   | 11 | 13 | 24 | —   | — | — | — | — | — |
|             | North Jersey Avalanche U16 | AYHL        | 21  | 20 | 22 | 42 | 8   | — | — | — | — | — |
|             | North Jersey Avalanche U16 | T1EHL       | 27  | 6  | 6  | 12 | 28  | — | — | — | — | — |
| 2018–2019   | Kent Lions                 |             | 27  | 19 | 34 | 53 | —   | — | — | — | — | — |
|             | Des Moines Buccaneers      | USHL        | 12  | 0  | 0  | 0  | 0   | — | — | — | — | — |
| 2019–2020   | Des Moines Buccaneers      | USHL        | 42  | 19 | 26 | 45 | 42  | — | — | — | — | — |
| 2020–2021   | Des Moines Buccaneers      | USHL        | 49  | 26 | 24 | 50 | 59  | — | — | — | — | — |
| 2021–2022   | Harvard Crimson            | NCAA        | 35  | 14 | 17 | 31 | 12  | — | — | — | — | — |
| 2022–2023   | Harvard Crimson            | NCAA        | 34  | 21 | 21 | 42 | 20  | — | — | — | — | — |
|             | Ontario Reign              | AHL         | 4   | 1  | 0  | 1  | 0   | — | — | — | — | — |
| 2023–2024   | Los Angeles Kings          | NHL         | 1   | 0  | 0  | 0  | 7   | — | — | — | — | — |
| NHL totalt  | NHL totalt                 | NHL totalt  | 1   | 0  | 0  | 0  | 7   | — | — | — | — | — |
| NCAA totalt | NCAA totalt                | NCAA totalt | 69  | 35 | 38 | 73 | 32  | — | — | — | — | — |
| USHL totalt | USHL totalt                | USHL totalt | 103 | 45 | 50 | 95 | 101 | — | — | — | — | — |